# Royce Newman
Royce Dalton Newman (Nashville, 17 agosto 1997) è un giocatore di football americano statunitense che milita nel ruolo di offensive guard per i Tampa Bay Buccaneers della National Football League (NFL).

## Carriera

### Green Bay Packers
Newman al college giocò a football a Ole Miss. Fu scelto nel corso del quarto giro (142º assoluto) nel Draft NFL 2021 dai Green Bay Packers. Debuttò come professionista partendo come titolare nella gara del primo turno contro i New Orleans Saints. La sua stagione da rookie si chiuse disputando tutte le 17 partite, 16 delle quali come titolare.

### Tampa Bay Buccaneers
Newman firmò con i Tampa Bay Buccaneers il 28 agosto 2024.